# 府内戦紙

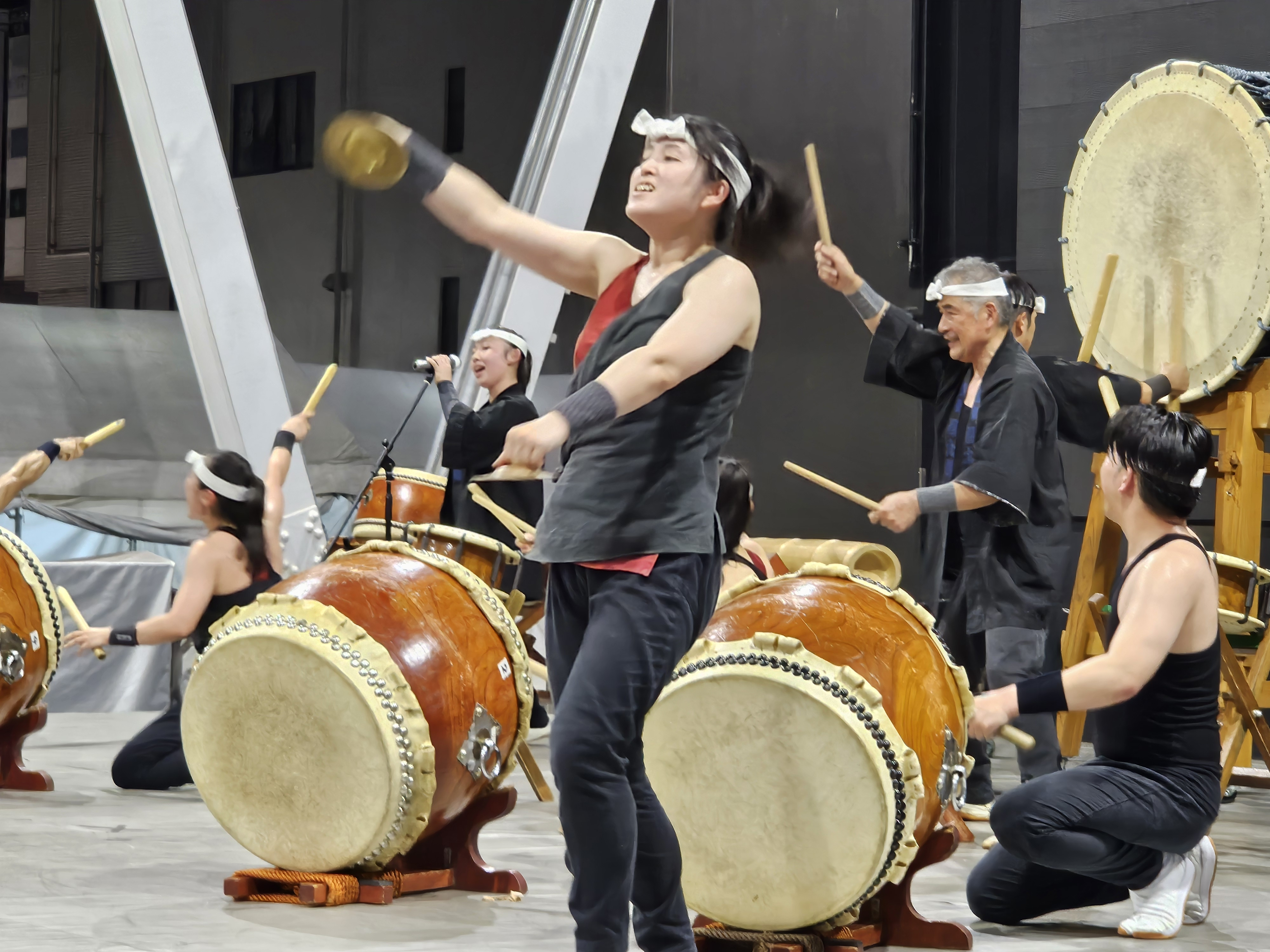
府内戦紙

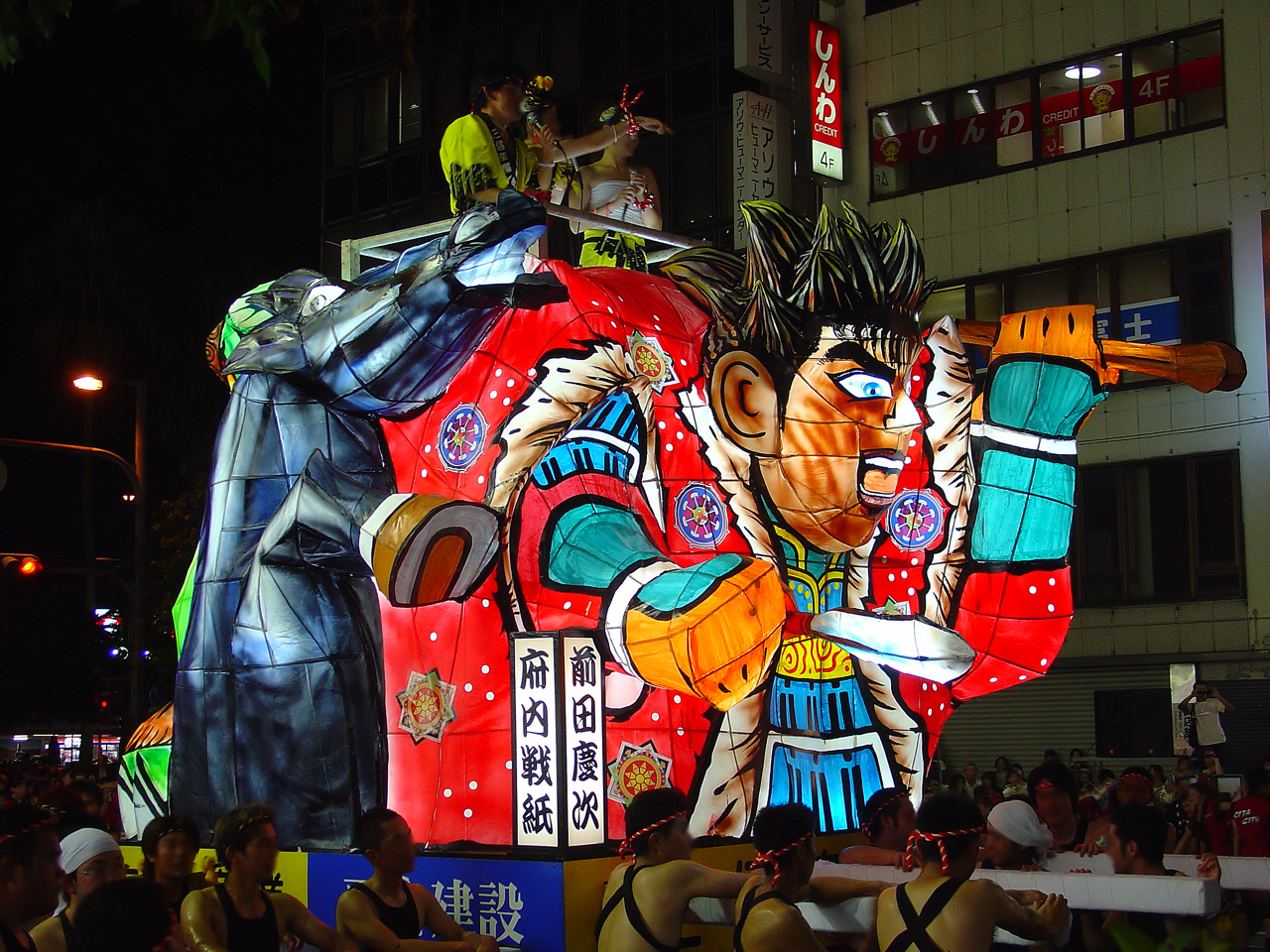
府内戦紙の山車

府内戦紙（ふないぱっちん）は、大分県大分市の祭り。山車と踊り隊が大分市の中心街を練り歩く。

## 概要
毎年8月第1週の金曜日から日曜日までの3日間にわたって開催される大分七夕まつりのメイン・イベントで、七夕まつり初日の金曜日の夜に、20基以上の山車と踊り隊が、歩行者天国とされた中央通りをはじめとする大分市の中心街を練り歩く。
山車は、武者や竜などの勇壮な姿を、骨組みに和紙を貼って立体的にかたどったもので、内部から電飾で照らされる。

## 沿革
大分市の祭りには目玉になるような大きなイベントがなかったことから、新しい祭りを起こそうと考えた大分商工会議所青年部が、1985年（昭和60年）に、電飾を施した山車を作って大分七夕まつりの市民みこしに参加したのがきっかけである。
当時の大分市長の佐藤益美が、ぱっちん（めんこの大分方言）の絵柄に似ていると評したことから、大分市中心部の江戸時代までの呼び名である「府内」を冠して「府内ぱっちん」と名付けられ、「府内戦紙」の字が当てられるようになった。
1988年（昭和63年）には、初めて大分商工会議所青年部以外が加わって参加団体が3団体となり、翌1989年（平成元年）には、参加が12基に急増して市民みこしから独立し、今日の府内戦紙の原型ができあがった。
近年では観客が25万人に達し、20団体以上が参加する大分市を代表する祭りに成長している。

## テレビ中継
毎年この祭の模様を地元のケーブルテレビ局：大分ケーブルテレコムの制作で、全国の主要ケーブルテレビ局およびチャンネル700へ衛星生中継として配信されているほか、同社のホームページからでもインターネット同時ライブ中継を行っている。